# Hind Dekker-Abdulaziz
Hind Dekker-Abdulaziz (Bagdad, 28 september 1981) is een Nederlands voormalig politica namens D66.

## Biografie
Dekker-Abdulaziz studeerde aan de TU Eindhoven, waar zij een MSc behaalde aan de faculteit Technology, Policy and Management. Daarna was zij van 2011 tot 2020 consultant bij een adviesbureau op het gebied van elektronische communicatie.
Dekker-Abdulaziz werd bij de gemeenteraadsverkiezingen van 2018 gekozen als lid van de gemeenteraad van Utrecht.
Bij de verkiezingen voor de Tweede Kamer in 2021 stond Dekker-Abdulaziz op de 28e plaats van de kandidatenlijst van D66, wat niet voldoende was om direct gekozen te worden. Op 25 januari 2022 werd zij geïnstalleerd als lid van de Tweede Kamer in de vacature die ontstaan was door de toetreding van Hans Vijlbrief tot het kabinet-Rutte IV. In verband hiermee trad zij op 20 januari 2022 af als lid van de Utrechtse gemeenteraad. Op 5 december 2023 nam zij afscheid van de Tweede Kamer.
- Parlement.com: vljojf7d00xl